# Хоффман, Артур (политик)
Артур Хоффман (нем. Arthur Hoffmann; 18 июня 1857 года, Санкт-Галлен, Швейцария — 23 июля 1927 года, Санкт-Галлен, Швейцария) — швейцарский государственный деятель, президент Швейцарии (1914).

## Биография
Родился в семье политика, члена Совета кантонов Швейцарии Карла Хоффмана.
Изучал право в университетах Женевы, Мюнхена, Лейпцига, Страсбурга, Цюриха и в 1880 году получил степень доктора юридических наук. В том же году стал адвокатом в Санкт-Галлене. С 1886 по 1911 год избирался в Большой совет кантона и трижды возглавлял его (1892, 1898, 1904). Одновременно являлся членом федерального сената с 1896 по 1911 год, где был председателем Комиссии по принятию Гражданского кодекса 1907 года. В апреле 1911 года избран в Федеральный совет Швейцарии.
- 1 декабря 1902 — 7 декабря 1903 гг. — президент Совета кантонов (сената) Швейцарии,
- 4 апреля 1911 — 19 июня 1917 гг. — член Федерального совета Швейцарии,
- март — 31 декабря 1911 г. — начальник департамента (министр) юстиции и полиции,
- 1 января 1912 — 31 декабря 1913 гг. — начальник военного департамента,
- 1 января — 31 декабря 1913 г. — вице-президент Швейцарии,
- 1 января 1914 — 19 июня 1917 гг. — начальник политического департамента,
- 1 января — 31 декабря 1914 г. — президент Швейцарии.

В июне 1917 года подал в отставку из-за скандала с его участием. В руки французского военного министра попала переписка Хоффмана, где он пытался посредничать между Россией и Германией с целью заключения сепаратного мира («Афера Гримма — Хоффмана»). После этого он завершил политическую карьеру и вернулся к адвокатской деятельности.
В 1922 году был уполномочен Федеральным советом провести предварительную работу по пересмотру отдельных частей Кодекса обязательственного и торгового права.
Занимал многочисленные почетные должности (президент Швейцарской ассоциации экспортеров швейной продукции и Колледжа делового администрирования), входил в советы директоров (президент Объединенных швейцарских железных дорог и машиностроительной фабрики Oerlikon).